# Дзеркалька
Дзерка́лька — село в Україні, Сумській області, Роменському районі. Населення становить 347 осіб. Входить до складу Хмелівської сільської громади. До 2020 орган місцевого самоврядування — Дібрівська сільська рада. Батьківщина Сави Петровича Дзеркаля. Від цього пана і походить назва села. Поблизу села знаходиться за 2 км село Сулими яке має велику історію.

## Географія
На відстані 2 км розташовані село Сулими . Поруч пролягає автомобільна траса Р60.

## Історія
- Село постраждало внаслідок геноциду українського народу, проведеного урядом СРСР 1923—1933 та 1946—1947 роках[1]. Існує думка що назва села походить від прізвища українського інженера, громадського діяча, публіциста — Сави Петровича Дзеркаля (Зеркаля) (1896-[1979]).
- 12 червня 2020 року, відповідно до розпорядження Кабінету Міністрів України № 723-р «Про визначення адміністративних центрів та затвердження територій територіальних громад Сумської області», село увійшло до складу Хмелівської сільської громади[2].
- 19 липня 2020 року, в результаті адміністративно-територіальної реформи та ліквідації Роменського району(1930-2020), громада увійшла до складу новоутвореного Роменського району[3].

## Політика

### Парламентські вибори, 2019
На позачергових парламентських виборах 2019 року у селі функціонувала окрема виборча дільниця № 590500, розташована у приміщенні клубу.
Результати
- зареєстровано 211 виборців, явка 67,77%, найбільше голосів віддано за «Слугу народу» — 58,45%, за Всеукраїнське об'єднання «Батьківщина» — 16,90%, за Радикальну партію Олега Ляшка — 8,45%[4]. В одномандатному окрузі найбільше голосів отримав Максим Гузенко (Слуга народу) — 34,04%, за Анатолія Кобзаренка (самовисування) — 16,31%, за Ігоря Шкурата (самовисування) — 10,64%[5].

## Населення

### Мова
Розподіл населення за рідною мовою за даними :
| Мова       | Кількість | Відсоток |
| ---------- | --------- | -------- |
| українська | 342       | 98.56%   |
| російська  | 4         | 1.15%    |
| румунська  | 1         | 0.29%    |
| Усього     | 347       | 100%     |

## Соціальна сфера
- Будинок культури.
- 2 магазини.
- мед. пункт.
- Дитячий майданчик
- знаходиться 2 ставки
- Пам'ятка героям другої світової війни